# Caspar Heinrich von Zeutsch
Caspar Heinrich von Zeutsch (* 25. März 1669 in Burgk; † 9. Januar 1741; begraben 12. Januar 1741 in Döhlen) war ein kursächsischer Kreiskommissar und Rittergutsbesitzer.

## Leben
Er stammte aus dem Thüringer Geschlecht derer von Zeutsch und war der älteste Sohn von Hans Caspar von Zeutsch (* 19. Januar 1624, † 19. März 1687). Er trat in den Dienst des Kurfürsten von Sachsen und Königs von Polen und stieg in der Armee bis zum Oberst der Infanterie auf. Nach seiner Militärkarriere wurde Zeutsch 1711 Amtshauptmann des Amts Tautenburg im Fürstentum Sachsen-Zeitz und 1713 Kreiskommissar des Meißner Kreises.
Er besaß die väterlichen Rittergüter Burgk und Döhlen bei Freital. Als Schriftsasse des Rittergutes Burgk desselben nahm er an den kursächsischen Landtagen von 1716 bis 1737 teil. 1734 und 1737 war er im Weiteren Ausschuss; zuvor Vertreter der Allgemeinen Ritterschaft.
Zeutzsch heiratete Katharina Elisabeth von Ploetz († 1724) und nach ihrem Tod Eleonore Sophie von Günther († 1738). Das Paar hatte mehrere Kinder, darunter der spätere Generalleutnant August Siegmund von Zeutzsch.